# Романов, Сергей Васильевич
Серге́й Васи́льевич Рома́нов (12 января 1971 года, Москва — 3 ноября 2018 года, Москва) — советский и российский дартсмен. Обладатель Кубка СССР (1991), финалист первого чемпионата России по дартсу. Двукратный участник Кубка мира WDF. Победитель и призёр российских и международных турниров. Мастер спорта России.
Один из сильнейших дартсменов России в 1990-х годах. Считается одним из основателей и первых популяризаторов дартса в СССР и России.
Один из учредителей Федерации дартса России и её вице-президент вплоть до своей смерти.

## Биография
С 12 лет занимался пулевой стрельбой. В 1989 году по совету друга Александра Демидова увлёкся дартсом.
[Демидов] тогда работал методистом по стрельбе тира Московского дворца пионеров и прокричал в трубу, «нам такое привезли, ох…..». Я и примчался. Моя первая тренировка проходила зимой в неотапливаемой комнате, играли в куртках. Впрочем, это не помешало понять, что этот вид спорта пришел в мою жизнь надолго
Был участником первого чемпионата СССР, но в третьем круге проиграл будущему победителю Андрею Патрики.
В декабре 1991 года выиграл последний в истории Кубок СССР. За победу получил 2000 рублей и вазу стоимостью 1500 рублей.
В апреле 1992 года стал серебряным призёром первого чемпионата России. Романов дошёл до финала в личном разряде, где проиграл Игорю Дзасохову. Своё достижение повторил в 1996 году — тогда его в финале обыграл 14-летний Игорь Мантуров из Екатеринбурга.
Дважды принимал участие в Кубке мира WDF. В 1991 году проиграл немцу Каю Пфейфферу (0:4), а в 1993-м — Янну Хоффманну из Дании (счёт неизвестен). Также был участником престижного турнира Winmau World Masters Men.
Приложил руку к успехам Галины Терещенко — первой чемпионки России по дартсу.
Личная жизнь
1993-1996 жена Елена Романова
мастер спорта по легкой атлетике
художник, архитектор, создатель художественной школы «по-Риж. Ru.”
.

## Смерть
Информация о смерти Сергея Романова появилась 3 ноября 2018 года. Соболезнования его родным и близким выразила Федерация дартса России.

## Достижения

### Личные
- Обладатель Кубка СССР (1991)
- Вице-чемпион России (1992, 1996)

### Парные
- Победитель открытого чемпионата Латвии (1997)